# Цвета осенних листьев

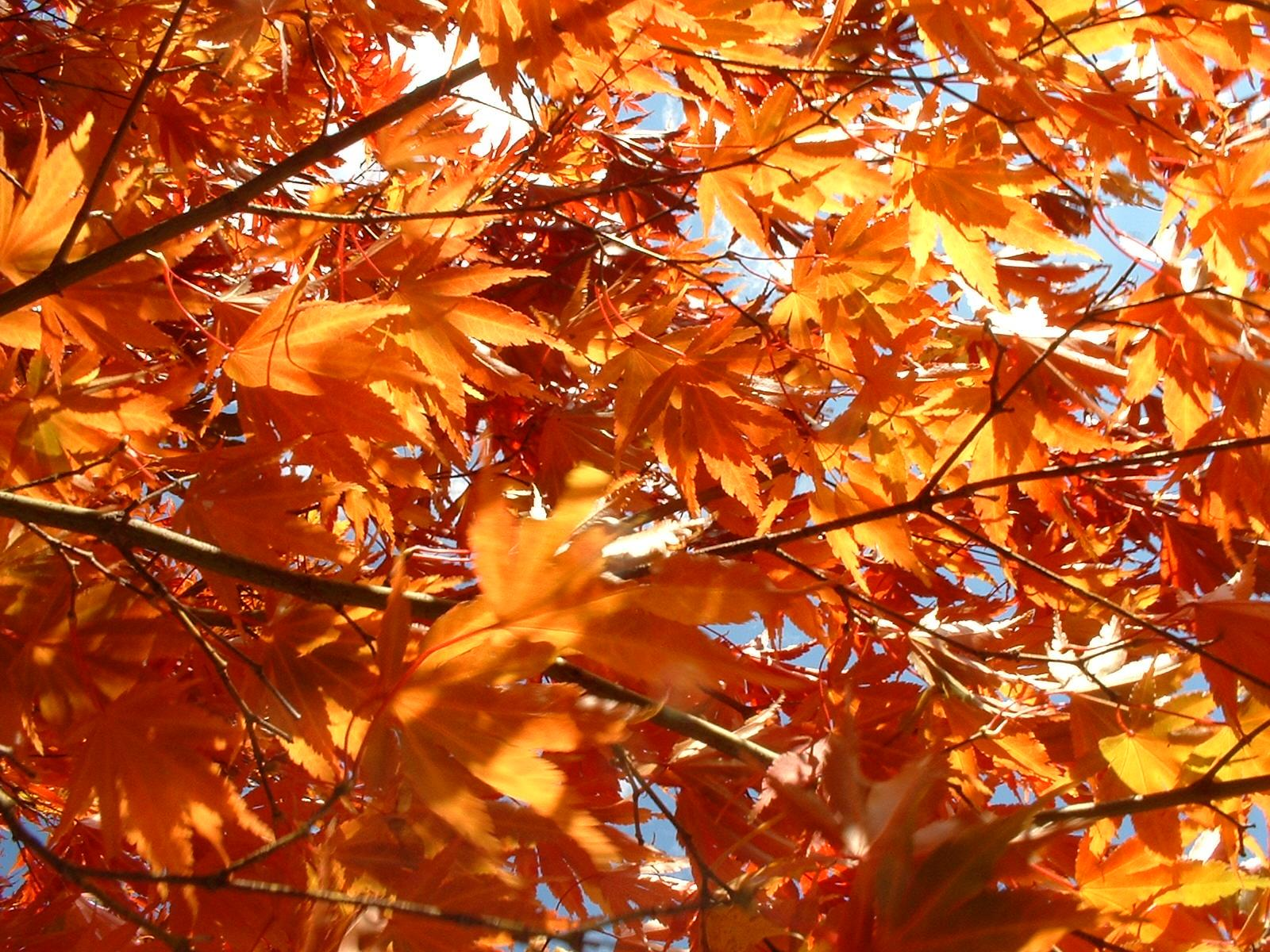
Кленовые листья осенью.

Цвета осенних листьев — феномен, который происходит с обычно зелёной листвой листопадных деревьев и кустарников, в результате которого листья окрашиваются в один или несколько цветов, варьирующихся от красного до жёлтого. Наблюдается в течение нескольких недель осенью. В некоторых областях Соединённых Штатов и на значительной территории Канады развит туризм «созерцания листьев», проводящийся с начала цветовых изменений и заканчивающийся с опадением листьев. 

## Хлорофилл и зелёный цвет
Зелёный цвет листьев обусловлен присутствием пигмента, называемого хлорофиллом, который играет ключевую роль в фотосинтезе. В период активного роста растений хлорофилл содержится в больших количествах в клетках листьев, доминируя над другими пигментами и придавая листьям характерный зелёный оттенок. Этот эффект особенно заметен в летнее время, когда процесс фотосинтеза находится на пике своей активности.
Фотосинтез, происходящий благодаря хлорофиллу, заключается в поглощении солнечного света и преобразовании его в химическую энергию, которая используется для синтеза глюкозы из воды и углекислого газа. Глюкоза, являясь основным источником углеводов, служит важным питательным веществом для роста и развития растения.
Со временем, ближе к осени, жилки листьев, по которым транспортируются вода и питательные вещества, начинают закрываться из-за образования пробкового слоя в основании листа. Это приводит к уменьшению поступления воды и минералов, что вызывает постепенное разрушение хлорофилла. Поскольку его запасы не восполняются, листья утрачивают зелёный цвет, и начинают проявляться другие пигменты, такие как каротиноиды и антоцианы. Жилки могут оставаться зелёными дольше, чем остальная ткань листа, которая уже изменяет свой цвет на красный, желтый или оранжевый.
Этот процесс обусловлен изменениями состояния растения по мере подготовки к зимнему периоду.

## Пигменты, способствующие изменению цвета

### Каротиноиды

Профиль листа, показывающий цветовые изменения

Каротиноиды имеют преимущественно жёлтый или оранжевый цвет. Они всегда присутствуют в листьях, но перекрываются зелёным цветом хлорофилла.

### Антоцианы
Антоцианы, которые ответственны за красные цвета в листьях, не присутствуют в листьях до тех пор, пока в листьях не начнёт снижаться уровень хлорофиллов. Раньше предполагали[кто?], что антоцианы - просто результат разрушения зелёного хлорофилла, но эта теория уже не считается общепризнанной.
Для листьев ряда растений характерно иное изменение цвета: молодые листья имеют красную или фиолетовую окраску, а зелёными становятся позже. Такое явление характерно, к примеру, для бузины красной (Sambucus racemosa) и пиериса японского (Pieris japonica) и связано с повышенным содержанием в молодых листьях антоцианов, которые обладают свойством преобразовывать световую энергию в тепловую, что важно для развития растения ранней весной.

### Клеточные стенки
Коричневый цвет листьев возникает не из-за действия какого-либо пигмента, а из-за клеточных стенок, которые становятся заметными, когда отсутствуют видимые красящие пигменты. Они-то и делают коричневыми дубовые листья.

## Функции осенней расцветки листьев

### Фотозащитная
В конце XIX века было замечено, что синтез антоцианов в листьях увеличивается при низких температурах и хорошем освещении. Первоначально предполагалось, что антоцианы выполняют функцию защиты листьев от вредного воздействия ультрафиолетового излучения. Однако в 1980-х годах было установлено, что антоцианы синтезируются внутри клеток листьев, а не на их поверхности, что поставило под сомнение теорию фотозащиты. Дополнительно выяснилось, что антоцианы не обеспечивают защиту от ультрафиолетового излучения в диапазоне спектра UV-B.

### Коэволюционная
Согласно теории коэволюции, цвета осенних листьев являются предупреждающими сигналами для насекомых, использующих деревья в качестве питающей среды на время зимы. Например, тли.

### Аллелопатия
Аллелопатией называют свойство одних живых организмов (в том числе растений) выделять органические соединения, которые тормозят развитие других.
Американский биолог Фрэнк Фрай (Frank Frey) выдвинул гипотезу, согласно которой деревья с большой концентрацией антоцианов в листьях отравляют почву под собой для других видов. Он провёл эксперимент, в котором обливал ростки с экстрактом из жёлтых, зелёных и красных листьев. Семена, которые были политы экстрактом из красных листьев клёна, развивались существенно хуже.

## Туризм

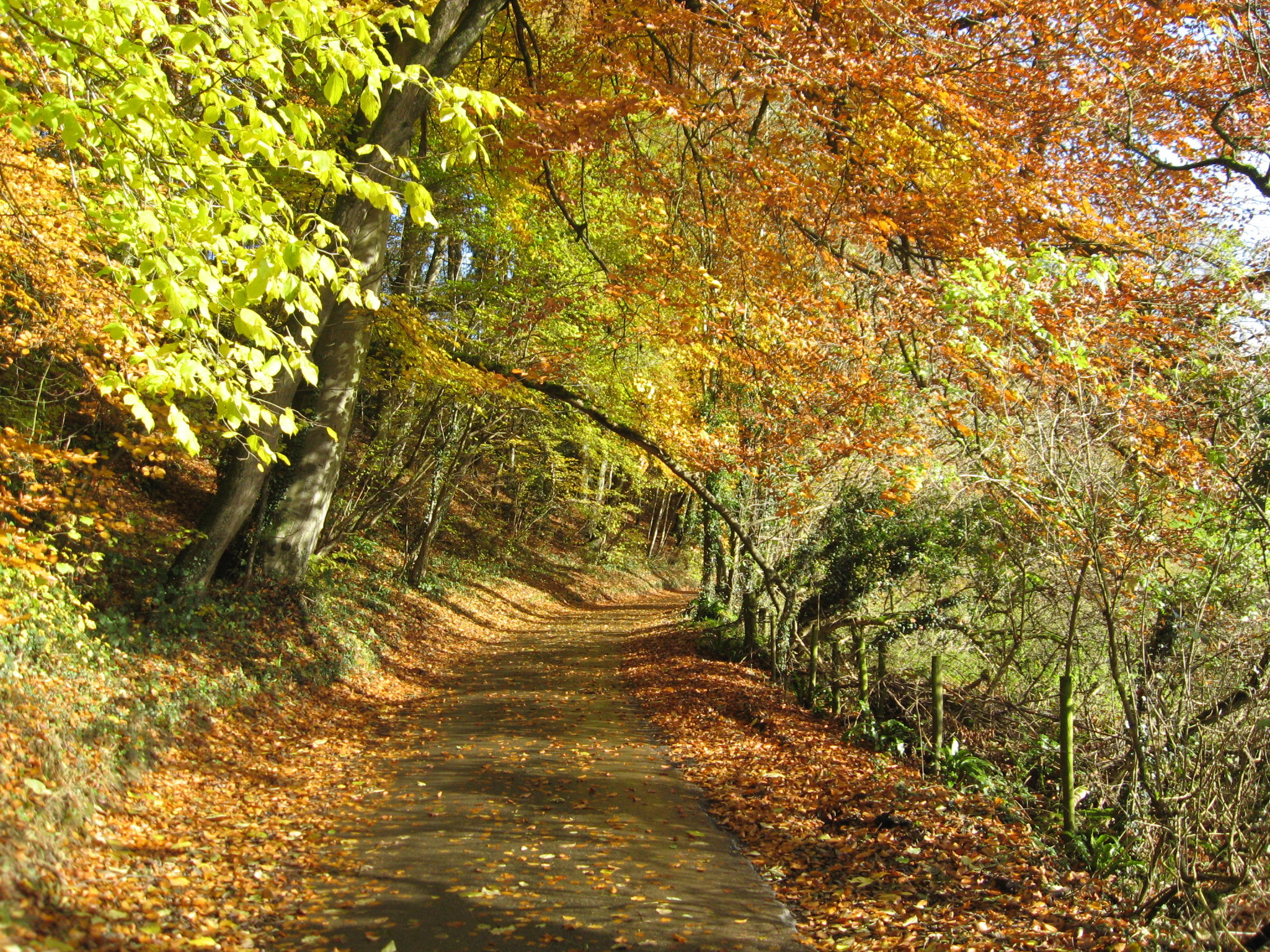
Осенняя тропинка в Англии

Хотя некоторые осенние изменения в цветах листьев присутствуют везде, где есть листопадные деревья, наиболее яркая осенняя листва обнаруживается в четырёх или пяти регионах мира: большая часть континентальной Канады; большая часть США; Скандинавия и Северная Европа, Россия и Восточная Азия, включая значительную часть Китая, Кореи и Японии.

## Климатические воздействия
Согласно приведённым в журнале Global Change Biology исследованиям, изменения климата задерживают осеннее окрашивание листьев, но увеличивают продуктивность лесов.